# Comuna de Łubowo
Łubowo (polaco: Gmina Łubowo) é uma gminy (comuna) na Polónia, na voivodia de Grande Polónia e no condado de Gnieźnieński. A sede do condado é a cidade de Łubowo.
De acordo com os censos de 2004, a comuna tem 5271 habitantes, com uma densidade 46,5 hab/km².

## Área
Estende-se por uma área de 113,41 km², incluindo:
- área agricola: 82%
- área florestal: 9%

## Demografia
Dados de 30 de Junho 2004:
|                      | Total   | Total | Mulheres | Mulheres | Homens  | Homens |
| -------------------- | ------- | ----- | -------- | -------- | ------- | ------ |
|                      | pessoas | %     | pessoas  | %        | pessoas | %      |
| População            | 5271    | 100   | 2655     | 50,4     | 2616    | 49,6   |
| Densidade (pop./km²) | 46,5    | 100   | 23,4     | 23,4     | 23,1    | 23,1   |

De acordo com dados de 2002, o rendimento médio per capita ascendia a 1389,57 zł.

## Subdivisões
- Baranowo, Dziekanowice, Fałkowo, Imielno, Imielenko, Lednogóra, Leśniewo, Łubowo, Myślęcin, Owieczki, Pierzyska, Rybitwy, Rzegnowo, Siemianowo, Strychowo, Wierzyce, Woźniki, Żydówko.

## Comunas vizinhas
- Czerniejewo, Gniezno, Kiszkowo, Kłecko, Pobiedziska